# Where Do We Go from Here
Where Do We Go from Here är en R&B-ballad framförd av den kanadensiska sångerskan Deborah Cox, skriven av henne själv och maken Lascelles Stephens samt producerad av Vincent Herbert för sångerskans debutalbum Deborah Cox. 
Balladen cirkulerar kring tankar på en huvudfråga; om att våga ta det nästa steget i en relation. Låten skrevs tillsammans med sångerskans make i början av 90-talet och var ett av de demospår som ledde till Coxs skivkontrakt med Arista Records. Följt av de tidigare hitlåtarna "Sentimental" och Who Do U Love" gavs spåret ut som debutskivans tredje singel den 6 augusti 1996. "Where Do We Go from Here" presterade dessvärre avsevärt sämre än sina föregångare och tog sig inte över topp-fyrtio på USA:s Billboard Hot 100. Balladen klättrade till en 28:e och en 37:e plats på USA:s R&B-lista respektive Kanadas singellista Canadian Hot 100. I Nya Zeeland tog sig singeln till en 20:e plats och blir sångerskans hittills[när?] sista singel på landets musiklistor. 

## Format och innehållsförteckningar
- Amerikansk CD/Maxi-singel

1. "Where Do We Go from Here" - 4:17
2. "Just Be Good to Me" (Johnny's Vicious Mix) - 7:28
3. "Just Be Good to Me" (V-Men Vocal Dub) - 8:03
4. "Just Be Good to Me" (Div-A-Pella) - 6:32
5. "Call Me" - 4:46

- Europeisk CD/Maxi-singel

1. "Where Do We Go from Here" - 4:17
2. "Just Be Good to Me" (Johnny's Vicious Mix) - 7:28
3. "Just Be Good to Me" (V-Men Vocal Dub) - 8:03
4. "Call Me" - 4:46

- Amerikansk Vinyl

(A-sida)
1. "Just Be Good to Me" (Johnny's Vicious Mix) - 7:28
2. "Where Do We Go from Here" - 4:17

(B-sida)	
1. "Just Be Good to Me" (V-Men Vocal Dub) - 8:03
2. "Just Be Good to Me" (Div-A-Pella) - 6:32

## Listor
| Lista                                       | Topp position |
| ------------------------------------------- | ------------- |
| Amerikanska Billboard Hot 100               | 48            |
| Amerikanska Billboard Hot R&B/Hip-Hop Songs | 28            |
| Nya Zeelands RIANZ                          | 20            |
| Kanadas Canadian Hot 100                    | 37            |